# G-44

Logo du G-44

G-44 est un club de football groenlandais fondé en 1944 et basé à Qeqertarsuaq.

## Palmarès
- Championnat du Groenland : 2009, 2011